# Bibliothèque de l'université de Cambridge
Pour les articles homonymes, voir CUL.
La bibliothèque de l'université de Cambridge (en anglais, Cambridge University Library ou CUL) est la bibliothèque principale de l'université de Cambridge, située en Angleterre, au Royaume-Uni.

## Description
Elle est composée de cinq bibliothèques distinctes :
- Bâtiment principal ;
- Bibliothèque de médecine ;
- La bibliothèque Betty et Gordon Moore (du Centre de mathématiques) ;
- La bibliothèque centrale des sciences (ancienne bibliothèque de périodiques scientifiques) ;
- La Squire Law Library (bibliothèque de droit).

La bibliothèque était localisée dans les bâtiments historiques de l'université, proche de Senate House, et faute de place une nouvelle bibliothèque fut construite. Elle est située désormais à l'ouest du centre de Cambridge, entre Robinson College et Memorial Court (Clare College).

## Architecture
La bibliothèque a été construite entre 1931 et 1934 par l'architecte Giles Gilbert Scott, qui conçut aussi le Memorial Court du Clare College voisin. Le bâtiment présente une forte ressemblance avec les ouvrages industriels de Scott, comme la centrale électrique londonienne qui abrite actuellement la Tate Modern. Sa tour est haute de 48 mètres, soit presque 2 mètres de moins que la chapelle de St John's College, et 3 mètres de plus que celle de King's College. On rapporte que, lors de l'inauguration du bâtiment, Arthur Neville Chamberlain la qualifia de « magnificent erection », bien que cette expression soit aussi attribuée à George V. Le bâtiment « The Dark Tower » (qui apparaît dans un roman du même nom attribué à C. S. Lewis) est une réplique de la bibliothèque.
La bibliothèque a été agrandie à plusieurs reprises. Le bâtiment principal abrite les collections japonaise et chinoise dans le pavillon Aoi, extension financée par Tadao Aoi et ouverte en 1998. La bibliothèque contient plus de 5,5 millions de livres, plus de 1,2 million de périodiques, de nombreuses cartes géographiques, des manuscrits et des collections spécialisées comme celle de la Royal Commonwealth Society.

## Dépôt légal
En tant que bibliothèque de dépôt légal, la bibliothèque de l'Université de Cambridge peut demander à bénéficier gratuitement d’un exemplaire de tous les livres, journaux, cartes et partitions publiés au Royaume-Uni et en Irlande. La bibliothèque est accessible à tous les membres de l'université, cependant les étudiants en première et deuxième année, ainsi que les assistants (autre que ceux employés par la bibliothèque), ne peuvent pas emprunter de livres.
Comme c'est couramment le cas dans les bibliothèques universitaires de Grande-Bretagne, les chercheurs et universitaires du Royaume-Uni ont accès à la bibliothèque (consultation sur place uniquement). Les autres personnes peuvent également demander l'accès (payant) à la bibliothèque, sur présentation d'une lettre de recommandation. Contrairement aux autres bibliothèques de dépôt légal du Royaume-Uni, celle de l'Université de Cambridge propose une grande partie de ses livres en accès libre, et permet à certaines catégories de personnes (universitaires locaux, étudiants à partir de la dernière année du premier cycle) de les emprunter. Elle est également dotée d'un salon de thé très fréquenté qui offre repas complets, en-cas et boissons. La bibliothèque organise régulièrement des expositions, généralement gratuites, pour le grand public, qui présentent des éléments de ses collections.

## Collections notables
Parmi ses 8 millions de volumes, la bibliothèque compte de nombreux documents anciens. En particulier :
- Un exemplaire de la bible de Gutemberg (1455), le premier livre imprimé à l'aide de caractères mobiles.
- Un exemplaire de la Bible vicieuse (Wicked Bible), édition de la Bible du roi Jacques de 1631, où on peut lire en Exode, 20, 14 : « Thou shalt commit adultery ».
- La bibliothèque de Lord Acton, historien catholique et professeur d'histoire moderne à Cambridge de 1895 à 1902. Son impressionnante bibliothèque (60 000 volumes environ) revint à l'université après sa mort. Cette collection contient des volumes anciens (du XVe au XIXe siècle), qui traitent principalement d'histoire européenne et d'histoire de l'Église. De nombreux volumes sont annotés de la main de Lord Acton.
- La correspondance de Darwin et des livres de sa bibliothèque personnelle (en particulier des exemplaires de ses propres publications).
- La collection Hanson, comprenant des livres d'importance sur la navigation et la construction navale, ainsi que des atlas maritimes, dont certains remontent au XVIe siècle.
- La collection Bradshaw, contenant plus de 14 000 livres traitant de l'Irlande, imprimés en Irlande, ou écrits par des auteurs irlandais. C'est l'une des plus importantes collections de ce type au monde. Actuellement, l'accent est donné aux livres imprimés en Irlande avant 1850.
- La bibliothèque du typographe Stanley Morison, qui avait des liens étroits avec Cambridge University Press.
- La « bibliothèque Royale », qui est en fait une importante collection de plus de 30 000 volumes réunis par John Moore (évêque d'Ely) (1646 - 1714). La collection fut léguée à la bibliothèque de l'université par George Ier en 1715, ce qui lui valut son nom. Elle contient, parmi les nombreux manuscrits, des évangéliaires du haut Moyen Âge dont le livre de Cerne ou le livre de Deer.
- La bibliothèque de la Royal Commonwealth Society, comprenant des livres, périodiques, photographies et manuscrits relatifs à l'Empire britannique et au Commonwealth.
- La bibliothèque de la Bible Society et celle de la Society for Promoting Christian Knowledge (SPCK).
- Une partie du Guenizah du Caire, un ensemble de manuscrits juifs datant de 870 à 1880.
- La collection d'Edward Granville Browne, environ 480 codex en arabe, persan et turc.
- Travaux de Newton, William Thomson (Lord Kelvin), Ernest Rutherford, Stokes, Joseph Needham, G. E. Moore et Siegfried Sassoon, entre autres.
- Archives de l'observatoire royal de Greenwich.
- Documentation, comme des bulletins d'information, relatifs à diverses associations étudiantes.